# Magyarszecsőd
Magyarszecsőd é um município da Hungria, situado no condado de Vas. Tem 11,26 km² de área e sua população em 2015 foi estimada em 445 habitantes.